# Algirdas Vaclovas Patackas

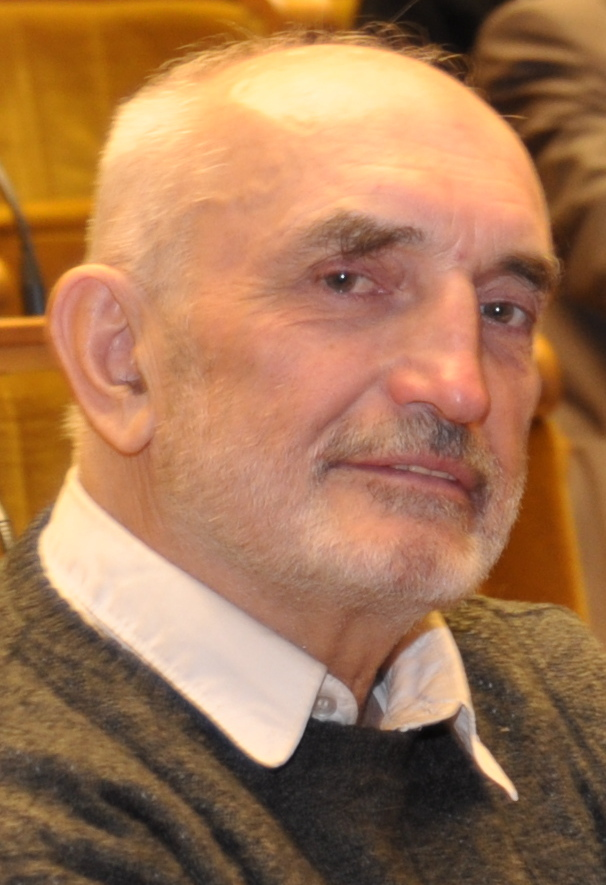
Algirdas Vaclovas Patackas

Algirdas Vaclovas Patackas (* 28. September 1943 in Trakai; † 3. April 2015 in Kaunas) war ein litauischer Politiker.

## Leben
Nach dem Abitur an der 14. Mittelschule Kaunas absolvierte Patackas von 1960 bis 1965 das Diplomstudium der Technologie an der Technischen Universität Kaunas und danach war er Aspirant und wissenschaftlicher Mitarbeiter an der Litauischen Akademie der Wissenschaften. Ab 1966 arbeitete er im Chemiebetrieb Azotas in der Rajongemeinde Jonava. Ab 1982 war er Arbeiter in der Melioration. Von 1986 bis 1987 war er im Gefängnis, da er als Redakteur von verbotenen Zeitungen wie „Lietuvos ateitis“ und „Pastogė“ arbeitete. Patackas lehrte Ethik und Baltische Kultur an der Technischen Universität Kaunas und der Vytautas-Magnus-Universität Kaunas. Von 1990 bis 2000 und von 2012 bis 2015 war er Mitglied im Seimas. 1992 wurde er in der Liste der Freiheitsbewegung Sąjūdis in Žaliakalnis und 2012 mit der populistischen Partei Drąsos kelias gewählt.
Patackas starb im Alter von 71 Jahren in der Universitätsklinik von Kaunas.
Sein Grab befindet sich im Friedhof Petrašiūnai, Kaunas.

## Bibliographie
- Patackas A., Žarskus A. Virsmų knyga. Kaunas, 2002
- „Gimties virsmas“ (1990)
- „Vestuvinis virsmas“ (1990)
- „Mirties virsmas“ (1993)
- „Galindiana“ (2010)
- „Pastogės Lietuva“ (2010)
- „Vėjų pagairėje“ (2006)